# حزب کارگر دومینیکا
حزب کارگر دومینیکا (انگلیسی: Dominica Labour Party)یک حزب سیاسی سوسیال دمکراتیک چپ میانه در دومینیکا است.حزب کارگر دومینیکا که در سال ۱۹۵۵ توسط فیلیس شاند آلفری و امانوئل کریستوفر لوبلک تأسیس شد، و قدیمی‌ترین حزب سیاسی در دومینیکا است.حزب کارگر اولین بار در سال۱۹۶۱ در انتخابات عمومی شرکت کرد و هفت کرسی از یازده کرسی را به دست آورد. در انتخابات بعدی در سال ۱۹۶۶حزب کارگر همه کرسی ها به جز یک کرسی را به دست آورد. در انتخابات ۱۹۷۰ حزب کارگر قدرت را حفظ کرد، اگرچه کرسی های آن به ۸ کرسی کاهش یافت.در سال ۱۹۸۰، حزب کارگر شکست بزرگی را متحمل شد و با کاهش سهم آرای خود از ۵۰درصد به ۱۷ درصد، و با پیروزی حزب آزادی دومینیکا در انتخابات، تمامی کرسی های خود را از دست داد. این حزب در انتخابات ۱۹۸۵ پنج کرسی را دوباره به دست آورد، یک کرسی را در سال ۱۹۹۰ از دست داد و یک کرسی را در سال ۱۹۹۵به دست آورد.در انتخابات سال ۲۰۰۰، حزب برای اولین بار از سال ۱۹۷۵ قدرت را دوباره به دست آورد و ۱۰ کرسی از ۲۱ کرسی را به دست آورد و پس از آن روزولت "رزی" داگلاس نخست وزیر شد. با این حال،داگلاس پس از تنها چند ماه به طور ناگهانی درگذشت و پیر چارلز جایگزین او شد